# Miconia talamancensis
Miconia talamancensis är en tvåhjärtbladig växtart som beskrevs av Frank Almeda. Miconia talamancensis ingår i släktet Miconia och familjen Melastomataceae. Inga underarter finns listade i Catalogue of Life.